# Cratere Rumford
Rumford è un cratere lunare di 60,83 km situato nella parte sud-orientale della faccia nascosta della Luna.